# شیخ جنید
شیخ ابوالنصر جنید، از مشایخ صفویه و پدر شیخ حیدر و پدربزرگ شاه اسماعیل یکم (مؤسس پادشاهی صفویه) بود، که پس از وفات شیخ ابراهیم، جانشین وی شد.
وی که از سوی مریدان، مرشد کامل و صاحب سجاده ولایت خوانده می‌شد، موقع را برای این خروج که مریدانش از مدتها پیش طالب آغاز آن بودند، مناسب یافت. در این میان، ناخرسندی عمویش جعفر که ظاهراً خود را برای تصدی این مقام اولی می‌دانست، هرچند وی را برای پرهیز از درگیری با جهانشاه قراقویونلو، به ترک اردبیل تشویق و الزام نمود، اما به شیخ جنید در تهیه مقدمات اسباب این خروج کمک کرد.
شیخ جنید چندی در سوریه، ترابوزان و سایر بلاد عثمانی سر کرد و سرانجام با جمع مریدانش که حدود پنج هزار نفر می‌شدند، در نواحی آمد آناتولی به اوزون حسن، سرکرده آق قویونلو پیوست. اوزون حسن، خواهر خود خدیجه بیگم را به عقد ازدواج شیخ جنید جوان درآورد و حتی به او اجازه داد، تا در قلمرو آق قویونلو از جانب خود خلفایی برای نشر دعوت و تعلیم طریقت صفوی گسیل دارد.
شیخ جنید، چندی بعد برای زیارت مقبره اجدادی به اردبیل بازگشت، اما کثرت مریدانش که در بیرون شهر خیمه زده بودند، موجب ترس و توهم جهانشاه قراقویونلو و عموی خود شیخ جعفر شد. شیخ جنید، چون جهانشاه و جعفر را بر ضد خویش متحد دید، ادامه اقامت در شهر اجدادی خود را مشکل یا بی‌فایده یافت؛ پس از اردبیل بیرون و با عده‌ای انبوه از صوفیان و جان نثاران خویش به قصد جهاد با کفار چرکس عازم قفقاز شد. اما شروان‌شاه خلیل‌الله یکم که عبور شیخ از قلمرو خود را مایه تنزل قدرت خویش و مغایر با امنیت ولایت شروان می‌دید، اجازه عبور به شیخ را نداد. شیخ جعفر، عموی جنید هم طی نامه‌ای محرمانه که به شیروانشاه نوشت او را به شدت از احتمال سوء قصد توسط جان نثاران شیخ جنید ترساند. حتی جهانشاه هم در این باره وی را به مقاومت در مقابل شیخ صوفی تشویق کرد. بالاخره در جنگی که روی داد، جنید کشته شد «۸۶۴ ق / ۱۴۶۰ م» و تلاش‌های صوفیان برای ادامه جهاد، در مقابل سرسختی شروان‌شاه متوقف گردید. پس از شیخ جنید، پسر او شیخ حیدر، جانشین پدر شد.

## مقبره شیخ جنید

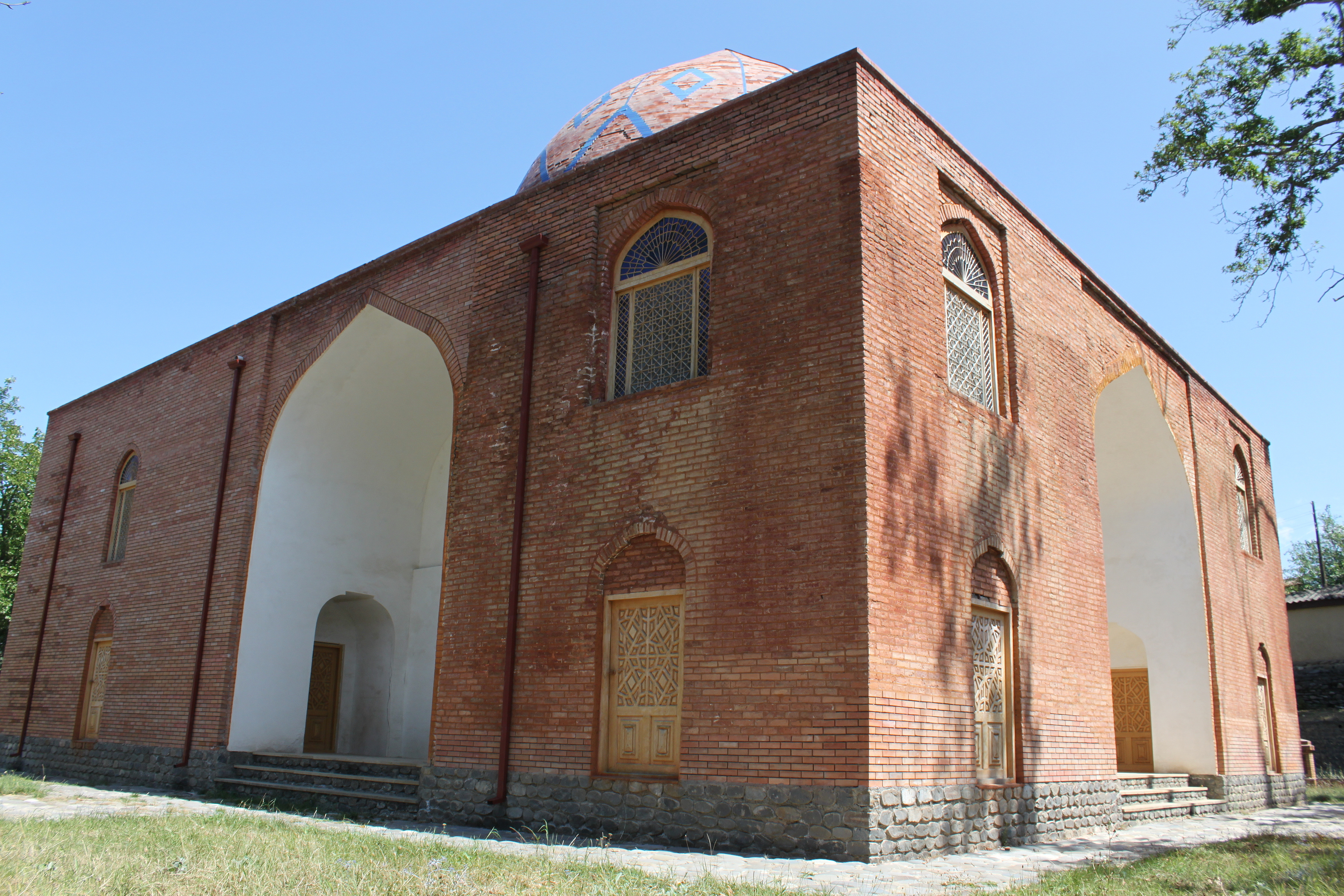
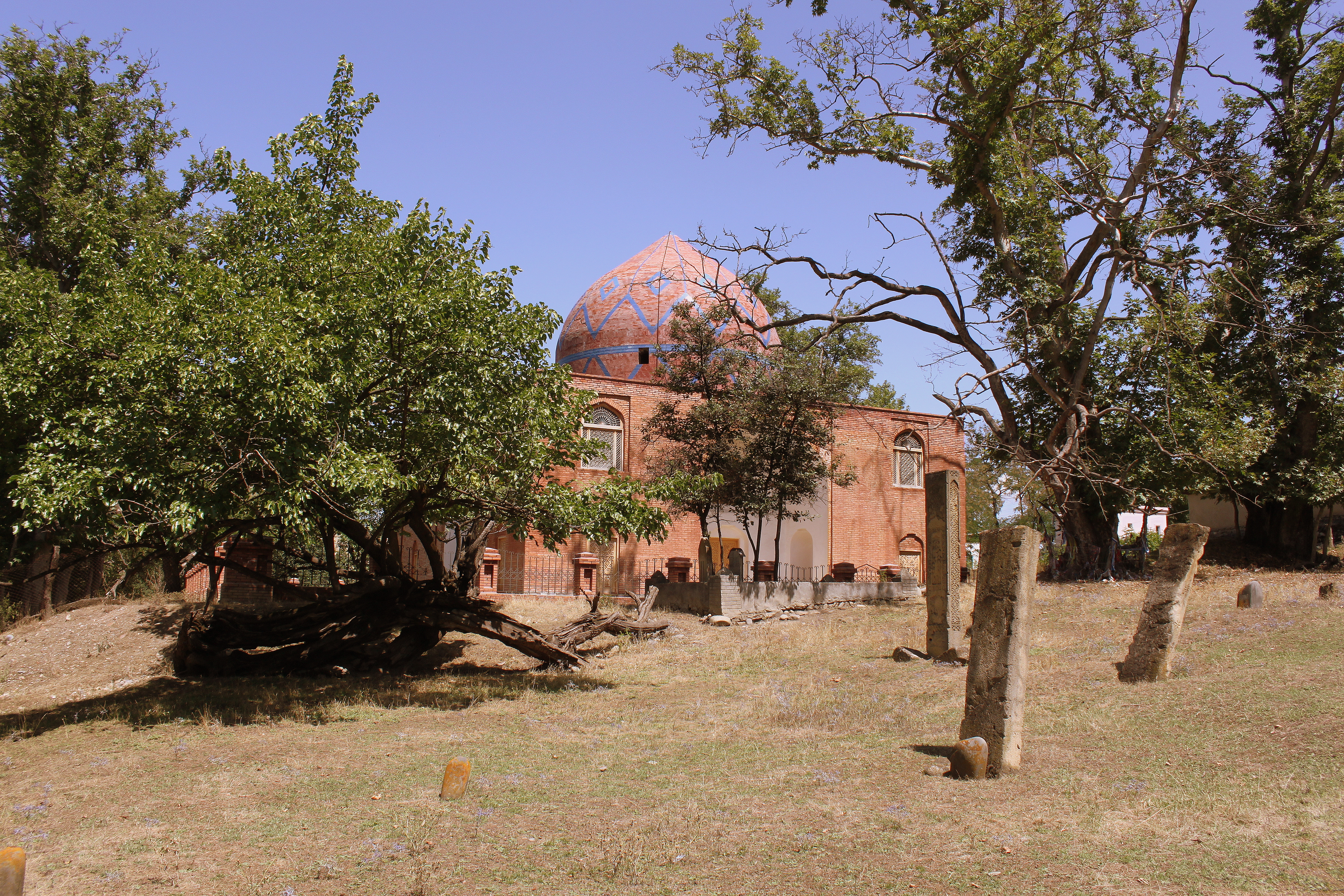